# Nymphicula albibasalis
Nymphicula albibasalis là một loài bướm đêm trong họ Crambidae.